# Dyrzela costiplaga
Dyrzela costiplaga är en fjärilsart som beskrevs av Swinhoe 1891. Dyrzela costiplaga ingår i släktet Dyrzela och familjen nattflyn. Inga underarter finns listade i Catalogue of Life.